# Aphylla angustifolia
Aphylla angustifolia är en trollsländeart som beskrevs av Rosser W. Garrison 1986. Aphylla angustifolia ingår i släktet Aphylla och familjen flodtrollsländor. Inga underarter finns listade i Catalogue of Life.